# Abdias Treu
Pour les articles homonymes, voir Treu et Trew.
Abdias Treu (parfois orthographié Trew) (29 juillet 1597-12 avril 1669) est un mathématicien et académicien allemand.
Professeur de mathématiques et de sciences physiques à l'Université d'Altdorf de 1636 à 1669, il est connu pour ses contributions dans le domaine de l'astronomie. Il a également contribué par des écrits relatifs à la nature mathématique de la théorie de la musique.
Il est le grand-père du médecin et botaniste Christoph Jakob Trew (1695-1769).